# Steen Skovsgaard
Steen Skovsgaard (* 30. September 1952 in Odense) ist ein  dänischer lutherischer Geistlicher und emeritierter Bischof der Dänischen Volkskirche.

## Leben
Nach seiner Schulzeit studierte Skovsgaard Evangelische Theologie an der Universität Aarhus. Danach war er als Pfarrer und ab 1997 zusätzlich als Propst in Aarhus tätig. Er betreute dort den besonders stark von Einwanderern geprägten Bezirk Gellerup und beschäftigte sich deshalb besonders mit dem Verhältnis von Christentum und Islam.
Im Juni 2005 wurde  Skovsgaard zum Bischof des Bistums Lolland-Falster gewählt und trat im September 2005 sein Amt an. Im September 2016 erklärte er, dass er aus Altersgründen zum 1. August 2017 zurücktreten werde. Als seine Nachfolgerin amtiert seit dem 1. September 2017 Marianne Gaarden.
Skovsgaard verfasste mehrere Bücher. Im Ruhestand arbeitet er an der Universität Aarhus an einer Dissertation über die Vorstellung vom Jüngsten Gericht im Islam.

## Schriften (Auswahl)
- De fremmede har I altid hos jer! – om kulturmødets udfordringer, Unitas Forlag, 1994, ISBN 87-7517-324-7
- Hvad kan du tilbyde mig som muslim, præst? – om religionsmødet i Gellerup, med udkig til Europa, Unitas Forlag, 2004, ISBN 87-7517-671-8
- Hjælp – jeg skal døbes, Religionspædagogisk Forlag, 2005, ISBN 87-7495-130-0